# Wolfe+585, Senior
Wolfe+585, Senior (eller Hubert Blaine Wolfeschlegelsteinhausenbergerdorff) (født 29. februar 1904, død 24. oktober 1997) havde (muligvis) verdens længste navn. Han blev født i Bergedorf nær Hamburg og udvandrede senere til USA, hvor han slog sig ned i Philadelphia. I Guinness Rekordbog 1980 ses han foran et reklamebanner med sit navn.
Hans fulde navn var:
 Adolph Blaine Charles David Earl Frederick Gerald Hubert Irvin John Kenneth Lloyd Martin Nero Oliver Paul Quincy Randolph Sherman Thomas Uncas Victor William Xerxes Yancy Zeus Wolfeschlegelsteinhausenbergerdorffwelchevoralternwarengewissenhaftschaferswessenschafewarenwohlgepflegeundsorgfaltigkeitbeschutzenvorangreifendurchihrraubgierigfeindewelchevoralternzwolfhunderttausendjahresvorandieerscheinenvonderersteerdemenschderraumschiffgenachtmittungsteinundsiebeniridiumelektrischmotorsgebrauchlichtalsseinursprungvonkraftgestartseinlangefahrthinzwischensternartigraumaufdersuchennachbarschaftdersternwelchegehabtbewohnbarplanetenkreisedrehensichundwohinderneuerassevonverstandigmenschlichkeitkonntefortpflanzenundsicherfreuenanlebenslanglichfreudeundruhemitnichteinfurchtvorangreifenvorandererintelligentgeschopfsvonhinzwischensternartigraum Sr.

## Guinness Rekordbog
Han optrådte i alle udgaver af Guinness Rekordbog fra omkring 1975 til 1982. I 1983 var kun den "kortere" navneform med, og i slutningen af 1980'erne forsvandt han helt fra bogen. Der har været spekulationer om at denne forsvinden kunne skyldes at redaktionen betragtede navnet som en spøg efter i første omgang at have troet på historien.